# Trigonopterus tridentatus

Trigonopterus tridentatus  (лат.) — вид жуков-долгоносиков рода Trigonopterus из подсемейства Cryptorhynchinae (Curculionidae). Встречаются в низинных лесах на острове Новая Гвинея (Manokwari Reg., Mt. Meja. Высота: 220—225 м).

## Описание
Мелкие нелетающие жуки-долгоносики, длина от 2,14 до 2,90 мм; в основном чёрного цвета. Тело субовальное, с перетяжкой между переднеспинкой и надкрыльями. Надкрылья грубо ребристые с пунктурами в промежутках между бороздками. Переднеспинка грубопунктированная. Крылья отсутствуют. Рострум укороченный, в состоянии покоя не достигает середины средних тазиков. Надкрылья с 9 бороздками. Коготки лапок мелкие. В более ранних работах упоминался как «Trigonopterus sp. 265».
Вид был обнаружен в подстилочном слое в низинном тропическом лесу. Впервые описан в 2013 году немецким колеоптерологом Александром Риделем (Alexander Riedel; Museum of Natural History Karlsruhe, Карлсруэ, Германия), совместно с энтомологами Катайо Сагата (Katayo Sagata; Papua New Guinea Institute for Biological research (PNG-IBR), Goroka, Папуа Новая Гвинея), Суриани Сурбакти (Suriani Surbakti; Jurusan Biology, FMIPA-Universitas Cendrawasih, Kampus Baru, Джаяпура, Папуа, Индонезия), Рене Тэнзлером (Rene Tänzler; Zoological State Collection, Мюнхен) и Майклом Бальке (Michael Balke; GeoBioCenter, Ludwig-Maximilians-University, Мюнхен, Германия), осуществившими ревизию фауны жуков рода Trigonopterus на острове Новая Гвинея.
Видовое название T. tridentatus дано по признаку трёх апикальных зубцов на роструме самцов (от латинского слова tridentatus — трёхзубчатый).
Trigonopterus tridentatus вместе с видами T. angulatus, T. hitoloorum, T. lineatus, T. scabrosus, T. sulcatus, T. costatus, T. verrucosus образует видовую группу T. sulcatus-group. Для этой группы характерны следующие признаки: глаза без разделения на дорсальную и вентральную части у заднего края, бёдра зубчатые, припочвенные условия обитания.